# Sybra obtusipennis
Sybra obtusipennis là một loài bọ cánh cứng trong họ Cerambycidae.